# Banco PAN
O Banco PAN (antigo Banco PanAmericano) é um banco brasileiro, com sede na cidade de São Paulo, no estado homônimo, controlado pelo BTG Pactual. 
Atua nas áreas de cartões de crédito, crédito consignado, financiamento de veículos, investimentos de renda fixa e banco digital. Também oferece serviço imobiliário e de adquirência, por meio de aquisições de empresas com a Brazilian Mortgages e Brazilian Securities.

## Histórico
Em 21 de fevereiro de 1969, o Grupo Silvio Santos assumiu o controle acionário da Real Sul S.A., empresa que atuava no mercado desde 1963, em São Caetano do Sul, transformando-a em Baú Financeira S.A. Em 1990, autorizado para atuar como banco múltiplo, passou a ser denominado Banco PanAmericano.
Em dezembro de 2009, a Caixa Econômica Federal (CEF) pagou R$ 739,2 milhões para adquirir parte do banco PanAmericano. O banco estatal, por meio da Caixa Participações (CaixaPar), adquiriu pouco mais de um terço do capital total da instituição financeira. A Caixa comprou 49% das ações preferenciais e mais 20,69% das ações ordinárias do PanAmericano. Considerando os dois tipos de ações, a CaixaPar passou a deter 35,54% do capital total do banco.

### Venda para o grupo BTG Pactual
O Grupo Silvio Santos vendeu o Banco PanAmericano para o grupo BTG Pactual, que assumiu toda a dívida acumulada da instituição. Silvio Santos disse ainda que as demais empresas do grupo não estão mais à venda. Contrariando essa afirmação, em 31 de julho de 2011, a Magazine Luiza adquire as Lojas do Baú Crediário.
Em 6 de abril de 2021, o BTG Pactual comprou as ações da Caixa por R$ 3,7 bilhões tornando-se assim, o maior acionista do banco.

### Surge a marca Banco PAN
Em abril de 2013, o Banco PanAmericano comprou a carteira de cartão de crédito consignado do Banco Cruzeiro do Sul por R$ 351 milhões, com isso passou a ter 237 convênios apenas com órgãos públicos, além de outros sete com empresas do setor privado. A operação foi a última antes da consolidação da marca Banco Pan.
Em 15 de maio de 2013, o nome do banco mudou para Banco PAN, que segundo a diretoria, foi uma mudança estratégica, a fim de agilizar os processos e aumentar a eficiência do banco. A divulgação da marca ocorreu na final do Campeonato Paulista de Futebol, em uma decisão entre Corinthians e Santos, quando o novo logo apareceu estampado nas camisetas do alvinegro paulistano.
Em 2014, foi aprovado pelo Conselho o aporte dos acionistas do banco, em uma operação que injetou aproximadamente 3 bilhões de reais, somados os valores de BTG e CaixaPar, além da emissão de mais papéis do banco para a Bolsa de Valores. O banco fez também a mudança de seu ticker de negociação na Bovespa, tendo suas ações preferenciais BPNM4 alteradas para BPAN4 como parte da operação de reestruturação da marca.
Entre as ações visando ao crescimento, em 2014, o Pan firmou acordo junto à Federação Nacional da Distribuição de Veículos Automotores (Fenabrave) e à Caixa Econômica Federal para melhorar as condições de financiamentos de veículos. À época, o banco já era o braço direito da Caixa em crédito para aquisição de motocicletas.
As mudanças fizeram com que a agência classificadora de risco Standard & Poor's (S&P) retirasse a observação negativa do banco, mantendo a sua classificação global como BB/B com perspectiva estável.
Com os desdobramentos da crise econômica que se abateu sobre o Brasil em 2015, o Banco PAN fechou o primeiro trimestre do ano com um prejuízo líquido de 73,5 milhões, apesar de continuar aumentando as carteiras de crédito. O banco então passou a focar no investimento em cessão de crédito a outras instituições a fim de melhorar sua performance financeira. Os resultados apareceram no segundo trimestre do mesmo ano com a obtenção de 3,6 milhões de lucro. No terceiro trimestre, esse lucro evoluiu para 44,3 milhões.
Em 30 de novembro de 2015, o então presidente do BTG Pactual, André Esteves renunciou a todos os seus cargos no BTG e nas instituições ligadas ao banco de investimentos que incluía a cadeira de vice-presidente do Conselho Administrativo do Banco PAN.
Em novembro de 2017, o Banco Pan anunciou que José Luiz Acar Pedro deixaria a presidência da instituição e que seu sucessor seria Luiz Francisco Monteiro de Barros Neto. 
Em julho de 2019, o Banco realizou um rebranding, mudou seu logo e ofertou uma quantidade significativa de ações preferenciais ao mercado. Luiz Francisco Monteiro de Barros Neto renunciou ao cargo de presidente, em 30 de agosto de 2019, quando o antigo CFO, Carlos Eduardo Guimarães, assumiu a posição de CEO da instituição.
Em 2019, iniciou seu processo de digitalização, que permitiu aos usuários, por exemplo, a formalização dos contratos de financiamento sem papel. No mês de agosto, o banco atingiu a marca de R$ 1 bilhão em operações de crédito que foram formalizadas por meios digitais. O banco foi pioneiro no uso de biometria facial para a realização de transações.
Em 2020, o Banco criou o canal unbraded "Pra Fazer Mais" para criar conteúdo de educação financeira para os brasileiros da classe CDE. Ainda nesse ano, apresentou a personalidade Jojo Todynho como embaixadora da marca. 
Em 2021, o Banco PAN realizou duas grandes aquisições, a primeira foi da compra de 80% da Mobiauto, a maior plataforma digital independente para comercialização de veículos do país, como forma de ampliar sua participação estratégica no mercado de veículos. A segunda, foi da Mosaico, dona das marcas Buscapé e Zoom, que oferecem cashback e comparação de preços aos usuários. Como parte de sua estratégia, o empresário e apresentador Luciano Huck foi anunciado como membro consultivo do conselho de administração e comitê de marketing.
Em 2022, o banco foi classificado como a 10º marca que mais se valorizou no Brasil.

## Premiações e Reconhecimentos
Em 2020, o banco foi considerado pelo Great Place to Work (GPTW) Mulher como uma das melhores empresas para mulheres trabalharem no Brasil.
Ainda em 2020, o banco recebeu a placa de 100 mil inscritos pelo canal "Pra Fazer Mais", do Youtube.
Em 2021, o Banco PAN foi o vencedor da categoria “Melhor transformação bancária da América Latina” em 2021 na edição anual do “Euromoney Awards for Excellence". Trata-se de uma das premiações mais importantes do setor bancário.

## Irregularidades

### Inconsistência contábil de 2010
Em 2010, o Banco anunciou que o Grupo Silvio Santos, seu então controlador, iria aportar R$ 2,5 bilhões na instituição, recurso obtido em empréstimo junto ao Fundo Garantidor de Créditos, visando restabelecer o equilíbrio patrimonial e ampliar a liquidez operacional, pois haviam sido constatadas "inconsistências contábeis".
Os executivos foram demitidos e assumiram novos administradores, mas, com risco de sobrevivência, o PanAmericano acabou sendo vendido ao BTG Pactual, em 31 de janeiro de 2011.

### Operação Conclave de 2017
Em 19 de abril de 2017, a Polícia Federal deflagrou a Operação Conclave, com o objetivo de investigar a de fraude na aquisição de ações do Banco PanAmericano pela CaixaPar. O inquérito instaurado apurou a responsabilidade de gestores da Caixa Econômica na inconsistência contábil, além de investigar possíveis prejuízos causados a correntistas e clientes. Os investigados responderam por gestão fraudulenta. A venda, em 2021, da participação da Caixa no Banco Pan ao BTG Pactual marcou o fim desse capítulo. O BTG Pactual afirmou que não foi parte ou teve envolvimento na compra de participação do Banco Pan pela CaixaPar.

### Empréstimos indevidos
Em mais de uma ocasião, o banco foi multado ou condenado por conceder empréstimos aos clientes sem autorização dos mesmos.
Em dezembro de 2021, o Procon de São Paulo aplicou uma multa de 11 milhões de reais após o banco não apresentar esclarecimentos ou documentos sobre os empréstimos indevidos relatados pelos clientes.
Em junho de 2023 a Justiça de Minas Gerais condenou o Banco Pan a pagar uma multa de 10 milhões de reais por dano moral coletivo devido aos empréstimos sem autorização dos clientes, mas ainda cabe recurso. A justiça também proibiu o banco de oferecer empréstimos por telefone. A ação foi ajuizada em 2019 pelo Instituto de Defesa Coletiva, junto à defensoria pública de Minas Gerais e ao Procon de Uberaba. Lillian Salgado, presidente do Instituto, relatou: "Mensuramos o dano em bilhões de reais (...) os consumidores no geral são idosos, pensionistas e aposentados do INSS, hipervulneráveis e servidores da ativa, militares. Esse é o grande problema, principalmente na contratação de serviços para idosos. Os bancos se aproveitam da fraqueza e vulnerabilidade".